# Карлото Витцтум фон Екщедт
Карлото Витцтум фон Екщедт (на немски: Carlotto Graf Vitzthum von Eckstädt; * 18 януари 1857 в Обер-Лихтенау, днес част от Пулшниц, окр. Лаубан; † 16 октомври 1914 в Кемниц) е граф от род Витцтум-Екщедт в Саксония.
Той е големият син на граф Херман Лудвиг Витцтум фон Екщедт (* 22 декември 1821, Дрезден; † 24 юни 1892, Дрезден) и съпругата му Паула Луиза фон Гьотц (* 6 май 1825, Бауцен; † 29 януари 1907, Дрезден), дъщеря на Ото фон Гьотц (1792 – 1855) и Текла фон Герсдорф (1805 – 1865). Внук е на граф Карл I Александер Николаус Витцтум фон Екщедт (1767 – 1834) и Елизабет фон Фризен (1793 – 1878), дъщеря на фрайхер Йохан Георг Фридрих фон Фризен (1757 – 1824) и Юлиана Каролина фон дер Шуленбург (1764 – 1803), дъщеря на граф Гебхард Вернер фон дер Шуленбург (1722 – 1788) и София Шарлота фон Велтхайм (1735 – 1793). Брат е на Кристоф Рудолф Витцтум фон Екщедт (1861 – 1945) и на Мария Амелия Агнес Витцтум фон Екщедт (1864 – 1950), омъжена за граф Ахац Вернер Лудвиг Леополд фон дер Шуленбург (1853 – 1917).
Карлото е ранен в битка на 16 септември 1914 г. и умира на 16 октомври 1914 г. в Кемниц на 61 години.

## Фамилия
Карлото Витцтум фон Екщедт се жени на 20 септември 1881 г. в Лаутербах за фрайин Мария фон Палм (* 8 април 1860, Лаутербах; † 3 март 1945, Лихтенвалде), дъщеря на фрайхер Карл фон Палм (1824 – 1903) и Анна фон Шпренгер (1828 – 1912). Те имат четири деца:
- Карл Херман Витцтум фон Екщедт (* 17 юли 1882, Дрезден; † 14 ноември 1945, Тайендорф), женен на 27 септември 1921 г. в Цьошау за Анна-Елеонора фон Опел (* 30 юни 1895, Ошац; † 28 март 1982); имат една дъщеря и един син
- Дитрих Ернст Витцтум фон Екщедт (* 28 октомври 1884, Дрезден), женен за Клара Марта Корн (* 15 април 1880; † 15 юли 1932)
- Зигфрид Рудолф Витцтум фон Екщедт (* 24 юли 1889, Дрезфßден; † 30 ноември 1917 при Камбре)
- Мариана Карлота Витцтум фон Екщедт (* 11 април 1894, Дрезден; † 14 април 1945, Дрезден)